# بچه‌ها نگاهمان می‌کنند
بچه‌ها نگاهمان می‌کنند (ایتالیایی: I bambini ci guardano) فیلمی در ژانر درام به کارگردانی ویتوریو دسیکا است که در سال ۱۹۴۳ منتشر شد.

## داستان فیلم
«بچه‌ها نگاهمان می‌کنند» سعی در برانگیختن احساسات تماشاگران دارد. احساسی که آمیخته با سرزنش و انتقاد است. کودکی بخاطر بولهوسی والدینش قربانی می‌شود و بی آنکه عواطف او در نظر گرفته شود، در بستر نامساعد جامعه مدفون می‌گردد. فیلم با استفاده از عناصر مناسب انتقاد کلی از نوع روابط جامعه را مطرح می‌سازد.

## بازیگران
- امیلیو چیگولی
- ایسا پولا
- دینا پربلینی
- تکلا اسکارانو
- ارنستو کالیندری
- اولینتو کریستینا
- ریکاردو فلنی
- آکیله مایرونی
- آریستیده گاربینی
- جووانا رالی
- مارچلو ماسترویانی
- ریتا لیوزی
- ماریا گاردنا
- لوچانو د آمبروزیس
- ماریو گالینا
- آرماندو میلیاری
- جینو ویوتی